# Fissiphallius
Fissiphallius is een geslacht van hooiwagens uit de familie Zalmoxioidae.
De wetenschappelijke naam Fissiphallius is voor het eerst geldig gepubliceerd door J. Martens in 1988. 

## Soorten
Fissiphallius omvat de volgende 3 soorten:
- Fissiphallius spinulatus
- Fissiphallius sturmi
- Fissiphallius sympatricus